# В клетке (фильм, 1950)
«В клетке» (англ. Caged) — тюремный фильм нуар режиссёра Джона Кромвелла, который вышел на экраны в 1950 году.
В основу сценария фильма положен рассказ Вирджинии Келлогг и Бернарда С. Шонфельда «Женщины без мужчин» (англ. Women Without Men). В центре внимания картины — судьба только что вышедшей замуж 19-летней девушки (Элинор Паркер), которую отправляют в тюрьму за соучастие в ограблении. Гибель мужа, потеря ребёнка, а также жестокий опыт пребывания в тюрьме превращают наивную, скромную девушку в ожесточённую заключённую, которая становится на преступный путь.
Фильм получил высокую оценку критики благодаря остроте и новизне тематики, а также высококлассной режиссёрской работе и актёрской игре.
В 1951 году Келлог и Шонфелд были номинированы на «Оскар» за лучший сценарий, Элинор Паркер завоевала номинацию на «Оскар» как лучшая актриса, а Хоуп Эмерсон была номинирована на «Оскар» как лучшая актриса второго плана.

## Сюжет
В женскую тюрьму штата доставляют группу новых заключённых, среди которых 19-летняя Мэри Аллен (Элинор Паркер). Девушка была приговорена к тюремному заключению на срок от 1 до 15 лет за попытку ограбления автозаправочной станции вместе со своим мужем, который был убит на месте преступления при попытке украсть 40 долларов. Во время ограбления Мэри сидела в машине, однако выбежала защитить мужа, когда в того стреляли, и суд на этом основании счёл её соучастницей ограбления. При этом, как ей разъяснили в полиции, если бы украденная сумма была бы всего на 5 долларов меньше, то дело было бы отнесено к разряду мелких преступлений, и Мэри отделалась бы незначительным наказанием. Мэри с мужем пошли на преступление, так как у них не было работы, а мать, единственная её родственница, не хотела пускать молодую пару в свою квартиру, так как против этого возражал отчим. В тюрьме, во время тщательного медицинского осмотра выясняется, что Мэри на втором месяце беременности. Начальник тюрьмы Рут Бентон (Агнес Мурхед) сообщает Мэри, что поскольку та осуждена впервые и с учётом её беременности, её поставят на сравнительно лёгкую работу в прачечную. Кроме того, через 10 месяцев в случае прилежного поведения у Мэри будет возможность получить условно-досрочное освобождение.
После этого Мэри направляют в тюремную палату к надзирательнице Эвелин Харпер (Хоуп Эмерсон), которая первым делом заявляет, что те, кто ей платит, получают различные привилегии и чувствуют себя хорошо. Однако поскольку у Мэри совсем нет денег, Харпер отправляет её вместо прачечной мыть полы в тюремных камерах. В камере Мэри знакомится с другими заключёнными, среди которых наибольшим авторитетом пользуется опытная уголовница Китти Старк (Бетти Гард). Мэри постепенно привыкает к строгому тюремному режиму, где всё делается по звонку. Китти уговаривает Мэри вступить в банду воровок, благодаря чему она получит скорое освобождение и лёгкую легальную работу на свободе, однако Мэри отказывается вступать на криминальный путь. Некоторое время спустя Джун (Олив Диринг), одну из молодых заключённых, которая мечтает выйти на свободу, приглашают на совет по условно-досрочному освобождению. Девушка тщательно готовится, однако совет откладывает на год её удо на том основании, что на свободе у неё нет работы. Джун в отчаянном состоянии возвращается в камеру. Когда другие девушки просят Харпер помочь Джун, которая находится на грани нервного срыва, надзирательница равнодушно уходит домой. Той же ночью Джун вешается в камере. Тяжёлые условия и нервная обстановка приводят к преждевременным родам у Мэри на восьмом месяце, однако роды проходят хорошо, и на свет появляется вполне здоровый ребёнок. Принимавший роды врач удивлён качеством содержания заключённых, зная, что на эти цели выделяются немалые средства. Рут Бентон вызывает Харпер к себе, обвиняя её в том, что из-за её халатности Джун покончила с собой. Рут уже и ранее делала Харпер предупреждения по поводу её чрезмерной жёсткости и даже жестокости по отношению к заключённым, однако той благодаря высокопоставленным покровителям каждый раз удавалось уйти от ответственности. На этот раз Рут объявляет, что будет добиваться увольнения надзирательницы, однако та выходит их кабинета, убеждённая в правоте своих методов работы. Вскоре один из членов Тюремного совета встречается с Рут для урегулирования проблемы, однако она заявляет ему, что гибель заключённой во многом связана с тем, что совет не выделяет ей запрашиваемых средств на проведение воспитательной работы среди заключённых. Он говорит о своём уважении к позиции Рут, которая хочет добиться серьёзных улучшений в тюрьме, однако предупреждает её, что её ожидают большие трудности.
Наконец, Мэри впервые показывают её новорождённого малыша. В этот момент на свидание к ней приходит её мать (Куинни Смит), которая говорит, что отчим категорически против того, чтобы забрать ребёнка себе. Мэри просит мать взять ребёнка хотя бы на три месяца, рассчитывая выйти по удо и получить работу, однако та отказывается помочь и уходит. В связи с отказом матери тюремные власти передают ребёнка на воспитание в другую семью. Китти снова уговаривает Мэри воспользоваться её помощью, чтобы выйти по удо, однако девушка отказывается. На следующий день газеты выходят с заголовком: «В тюрьму садится королева греха Эльвира Пауэлл». Эльвира (Ли Патрик) известна своими тесными связями с преступным миром и жёстким соперничеством с Китти, однако силы, которые стоят за ней, значительно более серьёзные. Ожидается, что теперь Эльвира станет главной среди заключённых. После девяти месяцев в тюрьме Мэри приглашают на заседание совета по помилованию. Хотя она характеризуется положительно, тем не менее, на свободе у неё нет гарантированного места жительства и работы, и, учитывая её юный возраст, совет принимает решение оставить её в тюрьме ещё на год под наблюдением опытных наставников. Расстроенная Мэри, потеряв контроль над собой, расталкивает охрану, добегает до тюремной стены и в отчаянии хватается за колючую проволоку. Её останавливают, однако по указанию Рут отправляют не в карцер, а обратно в тюремную камеру. Прибывшая в тюрьму Эльвира сразу устанавливает контакт с Харпер, обещая платить ей по 100 долларов в неделю в обмен на благосклонное отношение. Вскоре Эльвира предлагает Мэри свою опеку и работу под своим началом в будущем, однако Мэри отказывается. Когда Китти учит девушек азам воровства, Мэри, несмотря на отсутствие опыта, показывает всем свои немалые способности в этом деле.
На Рождество Эльвира дарит всем девушкам губную помаду, однако, не желая быть ей обязанной, Мэри возвращает подарок. Девушки счастливы подаркам, и нарушая установленный порядок, красят губы. Видя их радость, Рут принимает решение разрешить девушкам пользоваться помадой. Эльвира даёт Харпер ещё денег, поручая той избить Китти и поместить её в карцер. В тюремном дворе Мэри находит котёнка, которого вопреки запрету приносит в камеру и прячет в коробке около своей кровати. Девушки рады поухаживать за живым существом. Однако уже на следующее утро на поверке Харпер слышит кошачий писк. Когда она забирает котёнка, Мэри вступается за него. Между двумя женщинами начинается драка, приводящая к тому, что девушки-заключённые начинают бить и крушить всё, что попадает под руку. На шум прибегает Рут, которая останавливает бунт. Она лишает всех заключённых привилегий, а Мэри в качестве наказания на три дня отправляет в карцер. Перед этим Харпер заводит Мэри в свою комнату, где вместе с помощницей силой бреет её налысо. У входа в карцер Мэри видит Китти, которая настолько измучена и потеряна, что её трудно узнать. Рут вызывает Харпер к себе, объявляя, что уволит её за издевательство над Мэри. В ответ на это Харпер звонит знакомому журналисту, и на следующий день в газете выходит абсолютно лживая статья под заголовком: «Надзирательница обвиняет тюрьму в аморальности». Вскоре появляется комиссар тюрем Сэм Уокер (Дон Беддоу), возмущённо заявляя Рут, что раньше таких скандалов не было. Несмотря на слова Рут, что в отличие от прежнего руководства она относится к заключённым как к людям, Уокер настаивает на то, чтобы она не увольняла Харпер, и в знак того, что руководство отреагировало на статью, ввести дополнительные ограничения прав заключённых. Когда Рут отказывается, комиссар предлагает ей уйти в отставку. В ответ на это Рут требует провести публичные слушания, чтобы общественность могла составить собственное мнение о происходящем в тюрьме.
Китти возвращается в камеру. Увидев её состояние, остальные заключённые в знак протеста против действий Харпер начинают коллективную шумовую акцию. Когда появляется Харпер, грохот ещё более нарастает, однако затем приходит Рут, которой удаётся успокоить девушек. Некоторое время спустя во время обеда в столовой Китти убивает Харпер вилкой, за что ей грозит смертная казнь, однако Рут её спасает. На публичных слушаниях все выступают против методов работы Харпер, тем самым давая Рут возможность проводить свою политику. Мэри беседует со старой заключённой, которая провела в тюрьме уже 40 лет. Та на опыте собственной жизни убеждает девушку любыми способами избегать тюрьмы. Увидев в составе группы общественности, которая пришла в тюрьму с инспекцией, молодую, дорого одетую женщину, Мэри уже не в силах терпеть. Она подходит к Эльвире и берёт у неё помаду, демонстрируя готовность к сотрудничеству. Вскоре, после 15 месяцев в тюрьме, принимается решение о её условно-досрочном освобождении. Рут пытается удержать ставшую циничной и обозлённой Мэри от неверных шагов, обещая ей свою помощь. Однако Мэри отвечает, что за 40 долларов получила хорошее образование и уходит. Перед тюремными воротами её встречают гангстеры на дорогом автомобиле. Наблюдая за этой сценой, Рут говорит своему секретарю не сдавать дело Мэри Аллен в архив, так как она к ним ещё вернётся.

## В ролях
- Элинор Паркер — Мэри Аллен
- Агнес Мурхед — Рут Бентон
- Эллен Корби — Эмма Барбер
- Хоуп Эмерсон — Эвелин Харпер
- Бетти Гард — Китти Сарк
- Шила Макрэй — Хелен
- Джен Стерлинг — Джета Ковски, она же «Смучи»
- Ли Патрик — Эльвира Пауэлл
- Джейн Дарвелл — надзирательница
- Гертруда Хоффман — Милли
- Олив Диринг — Джун Робертс
- Гертруда Майкл — Джорджия Харрисон

### В титрах не указаны
- Чарльз Мередит — председатель совета по помилованию
- Тейлор Холмс — сенатор Тед Доннолли
- Эстер Говард — Грейс
- Энн Тиррелл — Эдна
- Харлан Уорд — доктор Эштон
- Гертруда Астор — заключённая
- Куини Смит — миссис Уоррен, мать Мэри Аллен

## Создатели фильма и исполнители главных ролей
Историк кино Маргарита Ландазури отмечает, что сценарист фильма Вирджиния Келлогг была автором нескольких историй для кино. В частности, её истории были положены в основу таких успешных картин, как мелодрама «Доктор Мэри Стивенс» (1933), а также фильмы нуар «Агенты казначейства» (1947) и «Белое каление» (1949).
Что касается режиссёра Джона Кромвелла, то он, по словам Ландазури, «доказал свою разносторонность постановкой таких фильмов, как романтическая фантазия „Очаровательный домик“ (1945) и фильм нуар „Рассчитаемся после смерти“ (1947)». А за семнадцать лет до фильма «В клетке» он уже сделал фильм о женщинах в тюрьме под названием «Энн Виккерс» (1933) с Айрин Данн в роли социального работника и реформатора тюрем.
Актриса Элинор Паркер также известна по ролям в послевоенной мелодраме «Гордость морской пехоты» (1945), полицейском нуаре «Детективная история» (1951), приключенческом экшне «Скарамуш» (1952), драмам «Человек с золотой рукой» (1955) и «Домой с холма» (1960), а также мюзиклу «Звуки музыки» (1965).
Агнес Мурхед играла в таких фильмах, как «Гражданин Кейн» (1941), «Великолепные Эмберсоны» (1942), «Чёрная полоса» (1947), «Джонни Белинда» (1948) и «Тише, тише, милая Шарлотта» (1964), а лучшими картинами Хоуп Эмерсон, помимо этой ленты, были фильмы нуар «Плач большого города» (1948), «Воровское шоссе» (1949) и «Дом незнакомцев» (1949), а также вестерн «Женщина с Запада» (1951). Как пишет Ландазури, «из-за своих габаритов Эмерсон часто играла злодеек, но её размеры использовались и в комическом плане, как, например, когда она сыграла женщину-циркового силача в фильме „Ребро Адама“ (1949)».

## История создания фильма
Как написала Ландазури, «в 1930-е годы студия Warner Bros. была первопроходцем в создании социальных драм, выпустив лучшую тюремную драму десятилетия „Я — беглый каторжник“ (1932)». В 1949 году продюсер студии Джерри Уолд задумал сделать аналогичный фильм о женских тюрьмах. Для реализации своей идеи Уолд поручил газетному репортёру Вирджинии Келлогг провести необходимую исследовательскую работу. Журналистка провела несколько недель в четырёх наихудших женских тюрьмах, где собирала материал для сценария. В трёх из них она вела наблюдение из помещения надзирательницы, но в четвёртой, как указано в статье «Лос-Анджелес Таймс» от 14 мая 1950 года, провела две недели непосредственно в тюремной камере. В итоге Келлогг не только написала историю и стала соавтором сценария этого фильма, она также написала журнальную статью о своих открытиях, описывая нечеловеческие условия, которые порождали озлобленных преступников и способствовали рецидивизму. То, что Келлогг провела широкое и глубокое изучение темы, заметно в сценарии, который «приперчен аутентичным тюремным сленгом своего времени, а также знанием таких подробностей тюремной жизни, как кастовая система и скука повседневной жизни».
Рабочими названиями фильма были «Запертые» (англ. Locked In) и «Клетка» (англ. The Cage).
В рецензии журнала Variety отмечалось, что история фильма «основана на реальных событиях тюремной жизни».
Вспоминая о работе на съёмочной площадке, Паркер рассказывала, что «Эмерсон была полной противоположностью той женщины, которую играла в этом фильме. Она была милой, нежной дамой, которая в промежутках между сценами играла для нас на фортепиано и очень переживала за свою больную мать».

## Оценка фильма критикой

### Общая оценка фильма
Как отметила киновед Маргарита Ландазури, после выхода фильма на экраны «критики были особенно впечатлены режиссурой и актёрской игрой», не придав особого значения социальной направленности картины. В частности, критик журнала Newsweek написал, что фильм добивается «сильной эмоциональной экспрессии», при этом «содержа и некоторые бесстрастно реалистические моменты». Обозреватель «Нью-Йорк Таймс» в свою очередь добавил, что «Кромвеллу удаётся раз за разом придавать каждой сцене пульсацию жизни…, а мисс Паркер даёт убедительную и выразительную игру».
Современный историк кино Блейк Лукас оценил картину как «самый лучший фильм о женской тюрьме всех времён», добавив однако, что «это не обязательно является его высокой оценкой». Лукас далее пишет: «Фильм является соединением жанра полуреалистической социальной драмы, которыми славилась студия Warner Bros в 1930-е годы, с более стилизованным миром фильма нуар. В этом фильме Warner Bros расширяет потенциал своих мощных, но часто упрощённых социальных драм, при этом сохраняя достоинства своих ранних картин». По мнению Лукаса, «фильм совершенно лишён сентиментальности, проклиная общество, которое развратило душу Мэри Аллен, но при этом отказываясь снимать ответственность с самого персонажа и изображать её исключительно как жертву. Ясно также, что и её соседки по камере, многие из которых циничны и бесчувственны, прошли тем же путём, что и Мэри. Конец фильма пессимистичен, намекая на то, что все люди, если их карают достаточно долго и достаточно жестоко, станут искать лёгкого пути и с готовностью отвернуться от тех положительных ценностей, которые они когда-то так высоко ценили». Спенсер Селби охарактеризовал фильм как «наиболее безупречный и стильный из женских тюремных фильмов», который «показывает огромную мощь разрушительного, ожесточающего воздействия жизни за решёткой». Ландазури отметила, что «безрадостное начало фильма задаёт тональность взгляду на жизнь внутри женской тюрьмы, который удивительно нелицеприятен для своего времени». Леонард Молтин обратил внимание на «замечательные актёрские работы в этом суровом рассказе о молодой девушке, которая идёт в тюрьму, где становится ожесточившейся преступницей после того, как сталкивается с жестокостью тюремной жизни».
Крейг Батлер назвал картину «суровой и очень хорошо сделанной драмой». По его словам, у современного зрителя «некоторые моменты могут вызвать улыбку. И всё же таких моментов сравнительно мало, и они каким-то образом не ослабляют то потрясающее воздействие этого пропитанного нуаром „проблемного фильма“». Майкл Кини оценил фильм как «хотя и немного устаревший, но доставляющий большое наслаждение мощный тюремный нуар и смелую социальную драму, которая завоевала вполне заслуженные номинации на „Оскар“». С другой стороны Денис Шварц полагает, что хотя «В клетке» и «считается лучшим фильмом о женщинах в тюрьме всех времён», однако «даже если это так, это не значит, что он очень хорош». По мнению критика, «это не более чем поверхностная мелодрама с множеством истерик и проповедей на тему об очевидных достоинствах честного пути в жизни». Шварц также отмечает, что «в этой тюремной картине, тюремщики страшнее, чем заключённые. Это один из тех фильмов Warner Brothers на социальную тему, которые возлагают вину на общество за плохие условия тюремного содержания, что превращает Мэри в профессиональную преступницу. Он не оправдывает Мари за то, что она сама содействует своему падению, когда сознательно выбирает лёгкий способ разрешения своей проблемы». По словам Шварца, «фильм говорит о том, что наказание без реабилитации не срабатывает, оно только заставляет заключённого выбрать лёгкий выход из своего положения».

### Тема лесбиянства в фильме
Как отмечает Ландазури, «по причине цензурных ограничений своего времени в фильме нет откровенного лесбиянства, однако на него совершенно определённо намекается. И хотя (в одной из сцен) злобная, громадная тюремная надсмотрщица (в исполнении Хоуп Эмерсон) отправляется на свидание с мужчиной, актриса играет свой персонаж как прототип активной лесбиянки с садо-мазохистскими наклонностями. А когда „королева греха“ (то есть, мамочка, бандерша), которую играет Ли Патрик, профессиональным взглядом осматривает заключенных, она называет героиню Паркер „лакомой штучкой“. И, что типично для того времени, даже эти зашифрованные намёки на гомосексуальность указывают на нарушение общепринятых норм сексуального поведения». Как отметил Вито Руссо в своём исследовании гомосексуальных образов в фильме «Целлулоидный клозет» (1980), «лесбиянство предстаёт здесь как продукт социальной структуры, которая стоит вне закона».

### Оценка работы режиссёра и творческой группы
Критика высоко оценила работу сценаристов, режиссёра и оператора фильма. Батлер, в частности написал, что успех фильма — это «во многом заслуга сценария Вирджинии Келлогг и Бернарда Шонфелда, который чудесно выстроен и наполнен памятными репликами и памятными персонажами, которые их произносят». По мнению критика, «Джон Кромвелл также заслуживает восхищения за свою великолепную постановку, которая идёт несколькими сложными путями, ни разу не допуская ошибочных шагов. Ему также удаётся донести ощущение сводящей с ума клаустрофобии тюремной жизни, не доводя при этом зрителя до точки безумия. В этом ему оказывает серьёзную поддержку оператор Карл Гатри, камера которого находит суровую и болезненную красоту в этой безжалостной среде».
Лукас также отмечает работу Кромвелла, который «достигает своего пика в постановке этого сурового фильма студии Warner Bros, тщательно прорабатывая каждый аспект своей работы». Он также обращает внимание на «визуально впечатляющий показ клаустрофобии тюремной жизни, чему способствует затемнённая и высококонтрастная операторская работа Карла Гатри. Каждый кадр имеет сложное построение и подсветку, а многие образы становятся картинами кошмара».
С ними согласна и Ландазури, которая пишет, что «в этом фильме мастерство Кромвелла в работе с актёрами очевидно, так как он добивается отличной игры от большого, почти полностью женского актёрского ансамбля».

### Оценка актёрской игры
Актёрская игра также получила единодушно высокую оценку критики. Блейк Лукас, в частности, написал, что «под руководством Кромвелла Элинор Паркер выдаёт лучшую игру в своей карьере, убедительно показывая трансформацию скромной и невинной молодой девушки в познавшую мир женщину. Она вносит множество нюансов в свою игру в каждой из сцен, которые одновременно и сдержаны, и эмоциональны». Лукас также отмечает игру Хоуп Эмерсон, которая «в роли садистской и предположительно лесбийской надзирательницы создаёт ещё один образ в галерее своих злодеек фильмов нуар».
По мнению Батлера, то, «что большинство зрителей запомнят о фильме — это виртуозная актёрская игра. Весь актёрский состав играет отлично, но душераздирающий образ, создаваемый Элинор Паркер, незабываем и является краеугольным камнем, на котором держится весь фильм. Отличную поддержку ей оказывают Хоуп Эмерсон, Агнес Мурхед и другие, но картина добивается успеха именно благодаря Паркер».
Ландазури также обращает внимание на игру Эмерсон в роли «жестокой надзирательницы, которая запугивает заключённых и получает извращённое наслаждение, наблюдая за их страданиями», а также Агнес Мурхед, которая «играет сострадательного персонажа в фильме, начальницу тюрьмы, которая ведёт обречённую на неудачу битву за улучшение условий».
Как отмечено в рецензии журнала TimeOut, «неравнодушная начальница тюрьмы в исполнении Агнес Мурхед и садистская активная лесбиянка-надсмотрщица, стали классикой жанра, который начат этим фильмом и продолжен, в частности, телесериалом „Узник“ (1979—1986) и фильмом „Голые за решёткой“ (1980)».

## Признание и награды
В 1951 году Элинор Паркер завоевала номинацию на «Оскар» как лучшая актриса за роль Мари Аллен, а Хоуп Эмерсон за роль Эвелин Харпер была номинирована на «Оскар» как лучшая актриса второго плана. Вирджиния Келлогг и Бернард С. Шонфелд были номинированы на «Оскар» за лучший сценарий. Кроме того, Паркер завоевала приз лучшей актрисе на Венецианском кинофестивале «за свой потрясающий, многогранный образ Мэри».
Как написала Ландазури, «этот фильм был настолько серьёзным обвинением тюремной системе, что привёл к тюремной реформе в шести штатах».
Позднее на фильм был сделан ремейк под названием «Дом женщин» (англ.  House of Women) (1962).